# Paso Carirriñe
Paso Carirriñe (del mapudungún, karü, 'verde' y rüngi 'caña colihue', es decir, «caña colihue verde») es un paso fronterizo entre la República Argentina y la República de Chile. La altitud del paso es de 1176 m s. n. m..
El lado argentino pertenece a la provincia del Neuquén. Se accede al paso por ruta provincial N.º 62, desde la localidad más próxima: Junín de los Andes, a 63 km, la que cuenta con una población de 18 500 habitantes. 
El lado chileno pertenece a la Región de Los Ríos. Se accede al paso por la Ruta CH-201, desde la localidad más próxima: Liquiñe, distante a 30 km, la que cuenta con una población de 15 000 habitantes aproximadamente. 